# Tuomo Ylipulli
Tuomo Sakari Ylipulli, född 3 mars 1965 i Rovaniemi i landskapet Lappland, död 23 juli 2021, var en finländsk backhoppare. Han representerade  Ounasvaaran Hiihtoseura i hemstaden Rovaniemi.

## Karriär
Tuomo Ylipulli debuterade internationellt i öppningstävlingen i tysk-österrikiska backhopparveckan (som ingår i världscupen) i Schattenbergschanze i Oberstdorf i Västtyskland 30 december 1982. Där blev han nummer 14. I världscuptävlingen i Vikersundbacken i Norge 19 februari 1983 kom han på prispallen då han blev nummer tre i skidflygningsbacken, efter landsmannen Matti Nykänen och Horst Bulau från Kanada. Första segern i en deltävling i världscupen (och i backhopparveckan) kom i Paul-Ausserleitner-Schanze i Bischofshofen i Österrike 6 januari 1987. Ylipulli hade sin bästa säsong i världscupen 1986/1987 då han blev nummer 15 sammanlagt. Säsongen 1987/1988 i backhopparveckan var hans bästa og han blev nummer 9 totalt.
Ylipulli deltog i junior-VM på hemmaplan i Kuopio mars 1983 och vann en bronsmedalj.
Under Skid-VM 1985 i Seefeld in Tirol i Österrike tävlade Ylipulli i alla grenar. Han blev nummer 36 i normalbacken och 25 i stora backen. I lagtävlingen vann Ylipulli guldmedaljen tillsammans med lagkamraterna Pentti Kokkonen, Matti Nykänen och Jari Puikkonen, 3,8 poäng före Österrike och 32,2 pöeng före Östtyskland. I Skid-VM 1987 i Oberstdorf blev Ylipulli nummer 7 (3,6 poäng från en bronsmedalj) i normalbacken och nummer 10 i stora backen. Finland (Matti Nykänen, Ari-Pekka Nikkola, Tuomo Ylipulli och Pekka Suorsa) vann en ny guldmedalj i laghoppningen, klart före Norge och Österrike.
Tuomo Ylipulli tävlade i VM i skidflygning i Kulm i Bad Mitterndorf i Österrike 1986. Där blev han nummer fem. Han hoppade som längst 171 meter. Andreas Felder från Österrike vann tävlingen före landsmannen Franz Neuländtner och Matti Nykänen.
Ylipulli startade i olympiska spelen 1988 i Calgary i Kanada. Han tävlade i laghoppningen där Finland, Norge och Österrike var bland de hetaste favoriterna. Matti Nykänen hade redan vunnit två guldmedaljer i de individuella grenarna och det finländska laget (Ari-Pekka Nikkola, Matti Nykänen, Tuomo Ylipulli och Jari Puikkonen) vann även lagtävlingen, 8,9 poäng före outsiderna Jugoslavien och 38,3 poäng före det norska laget som vann bronsmedaljen.
Efter säsongen 1987/1988 avslutade Ylipulli sin backhoppningskarriär. Han avled den 23 juli 2021 efter en stroke.

## Övrigt
Tuomo Ylipullis äldre bror, Jukka Ylipulli, uppnådde framgångar i nordisk kombination. En yngre bror, Raimo Ylipulli, var också backhoppare som startade i världscupen och har en silvermedalj från Skid-VM 1991 i Val di Fiemme i Italien.